# 玉山剪股颖
玉山剪股颖（学名：Agrostis morrisonensis）为禾本科剪股颖属下的一个种。